# Altana (azienda)
Altana AG è un gruppo chimico tedesco con sede a Wesel nato nel 1977 dallo scorporo di alcune divisioni dal gruppo VARTA. Il primo presidente del consiglio di amministrazione è stato Herbert Quandt.
Dal 1977 all'agosto del 2010 l'impresa è stata quotata sulla Borsa di Francoforte sul Meno. Dal 2002 al 2007 Altana era anche ammessa alla negoziazione sul New York Stock Exchange

## Storia
Le radici di Altana risalgono al 1873, quando Heinrich Byk fondò la fabbrica chimica Dr. Heinrich Byk Chemische Fabrik a Oranienburg. L'azienda crebbe e nel 1931 fu ribattezzata BYK-Gulden Lomberg. Nel 1941, il controllo di maggioranza fu acquisito da AFA (Akkumulatoren-Fabrik AG), che nel 1962 fu ribattezzata VARTA. Nel 1977, VARTA fu divisa in tre società, una delle quali era Altana.

### Cessione del farmaceutico

Logo sino al 2007

Il 19 dicembre 2006 la maggioranza degli azionisti ha approvato la dismissione del comparto farmaceutico all'impresa danese Nycomed di proprietà di un consorzio di investitori guidato da Nordic Capital e Credit Suisse. Con la vendita del comparto farmaceutico, con sede a Costanza, Altana ha rinunciato a un importante pilastro della propria attività. In Altana 9.000 dei circa 13.500 occupati totali del gruppo lavoravano nel comparto farmaceutico, che realizzava i due terzi circa del fatturato complessivo. Nel 2006 il fatturato registrato in bilancio, infatti, è diminuito del 60% circa, tornando però a salire di oltre sei punti percentuali nel 2007.
Nel 2009/2010 è scaduto il brevetto del pantoprazolo, l'articolo di vendita primario dell'ex comparto farmaceutico. Mentre il consiglio di amministrazione di Altana ha motivato la cessione dell'attività farmaceutica con l'allungamento dei tempi di omologazione per i nuovi prodotti, l'aumento dei costi di ricerca e sviluppo e le norme sempre più severe delle autorità di omologazione negli Stati Uniti e in Europa; secondo le associazioni a tutela degli azionisti negli anni precedenti il consiglio di amministrazione aveva destinato investimenti limitati al comparto farmaceutico e omesso di far sviluppare in tempo utile prodotti di nuova generazione, in grado di compensare le prevedibili perdite di fatturato provocate dalla scadenza del brevetto del pantoprazolo alla fine del decennio.
Il prezzo di vendita del comparto farmaceutico è stato di 4,6 miliardi di euro. La plusvalenza è stata integralmente distribuita agli azionisti, che hanno percepito un dividendo straordinario di 33 euro per azione. È stato oggetto di critiche il fatto che l'azionista principale abbia tratto i benefici maggiori dalla vendita del comparto farmaceutico.
Fino al 1º gennaio 2007 il gruppo era suddiviso nel comparto farmaceutico Altana Pharma AG, ex Byk Gulden Lomberg Chemische Fabrik, con sede a Costanza, e nel comparto chimica speciale Altana Chemie AG, con sede a Wesel. Dopo la vendita del comparto farmaceutico alla danese Nycomed, Altana opera esclusivamente nella chimica speciale. Con la riorganizzazione è cambiato anche il logo della società, che è stato esteso anche a tutte le controllate.

### Dismissione dalla Borsa
Il 6 novembre 2008 l'azionista principale SKion (società tedesca di proprietà di Susanne Klatten) ha annunciato un'offerta pubblica di acquisto di 13 euro per azione per tutte le quote rimanenti; in seguito all'annuncio la quotazione è salita. Secondo un portavoce della società, era previsto il delisting dell'impresa. In tale ottica il 9 novembre 2009 SKion ha sottoposto agli azionisti rimanenti una seconda offerta di acquisto di 14 euro per azione.
Il 30 dicembre 2008 la Deutsche Börse ha comunicato l'uscita non pianificata di Altana dal MDAX con effetto dal 6 gennaio 2009, a causa della discesa sotto il 10% della quota del capitale flottante conseguente all'accumulo delle azioni da parte di SKion. Nel giugno 2010 SKion deteneva il 95,04% delle azioni Altana.
L'azione era quotata in Germania principalmente sulla piazze di Francoforte e Stoccarda e sullo Xetra, mentre a livello internazionale era ammessa alla negoziazione sulla Borsa di Londra e nel gruppo NASD, poi FINRA, negli Stati Uniti.
Dopo l'acquisizione integrale di Altana nell'ambito di uno squeeze out operato da SKion, la quotazione delle azioni è cessata con effetto dal 27 agosto 2010.
Nell’agosto 2023 Altana ha annunciato l'acquisizione della società svizzera Von Roll attraverso la sua controllata Elantas per poi cancellarla dalla Borsa.

## Prodotti
Il gruppo produce prodotti speciali per produttori di vernici, industrie di trasformazione delle vernici e delle materie plastiche, industrie tipografiche e della cosmesi e industrie elettrotecniche. Il programma di prodotti comprende additivi, vernici e colle speciali, pigmenti a effetto, inchiostri metallici, sigillanti e materiali di tenuta, impregnanti e strumenti di misurazione e di prova.

## Struttura produttiva
Il gruppo è suddiviso nelle divisioni BYK (additivi per vernici e strumenti), Eckart (pigmenti a effetto metallici e inchiostri metallici per la stampa), Elantas (isolanti per l'industria elettrica) e Actega (vernici e sigillanti per l'industria del confezionamento).
Il gruppo conta oltre 49 stabilimenti di produzione e più di 50 centri di assistenza tecnica e laboratori di ricerca in tutto il mondo.